# Isaac Sosa
Isaac Carmelo Sosa Carrión (Guaynabo, 16 febbraio 1990) è un cestista portoricano con cittadinanza statunitense.

## Carriera
Con Porto Rico ha disputato i Giochi panamericani di Lima 2019.